# ستيفن لي (مقدم تلفزيوني)
ستيفن لي (بالإنجليزية: Stephen Lee)‏ هو مقدم تلفزيوني بريطاني، ولد في 1972.